# La Grande Crue
La Grande Crue ist ein Jazzalbum von The Attic & Eve Risser. Die im Juli 2023 in den Timbuktu Studios in Lissabon entstandenen Aufnahmen erschienen am 4. Oktober 2024 auf NoBusiness Records.

## Hintergrund
Das vierte Album des Improvisationstrios The Attic unter Leitung des portugiesischen Tenorsaxophonisten unter Leitung von Rodrigo Amado mit dem portugiesischen Kontrabassisten Gonçalo Almeida und dem niederländischen Schlagzeuger Onno Govaert bietet eine Begegnung mit der französischen Pianistin Eve Risser. La Grande Crue (deutsch „Die große Flut“) wurde in Lissabon aufgenommen, als Risser mit ihrem Red Desert Orchestra bei Jazz em Agosto auftrat. Eingerahmt wird das Album von einem Gedicht des portugiesischen Schriftstellers und Dichters Nuno Júdice, der im März 2024 verstorben ist, und einem gleichnamigen Cover-Gemälde von Amados Vater Manuel Amado, einem der bedeutendsten portugiesischen Maler seiner Generation. Die Titel der vier Stücke – «Corps» (Körper), «Peau» (Haut), «Phrase» (Satz) und «Pierre» (Stein) – entsprechen Júdices Gedicht «Angle» (aus dem Buch «Jeu de Reflets», mit Gemälden von Manuel Amado).

## Titelliste
- The Attic & Eve Risser: La Grande Crue (NoBusiness NBCD 170)[1]

1. Corps – 15:02
2. Peau – 10:44
3. Phrase – 20:38
4. Pierre – 16:57

Alle Kompositionen sind von Amado / Almeida / Govaert / Risser.

## Rezeption

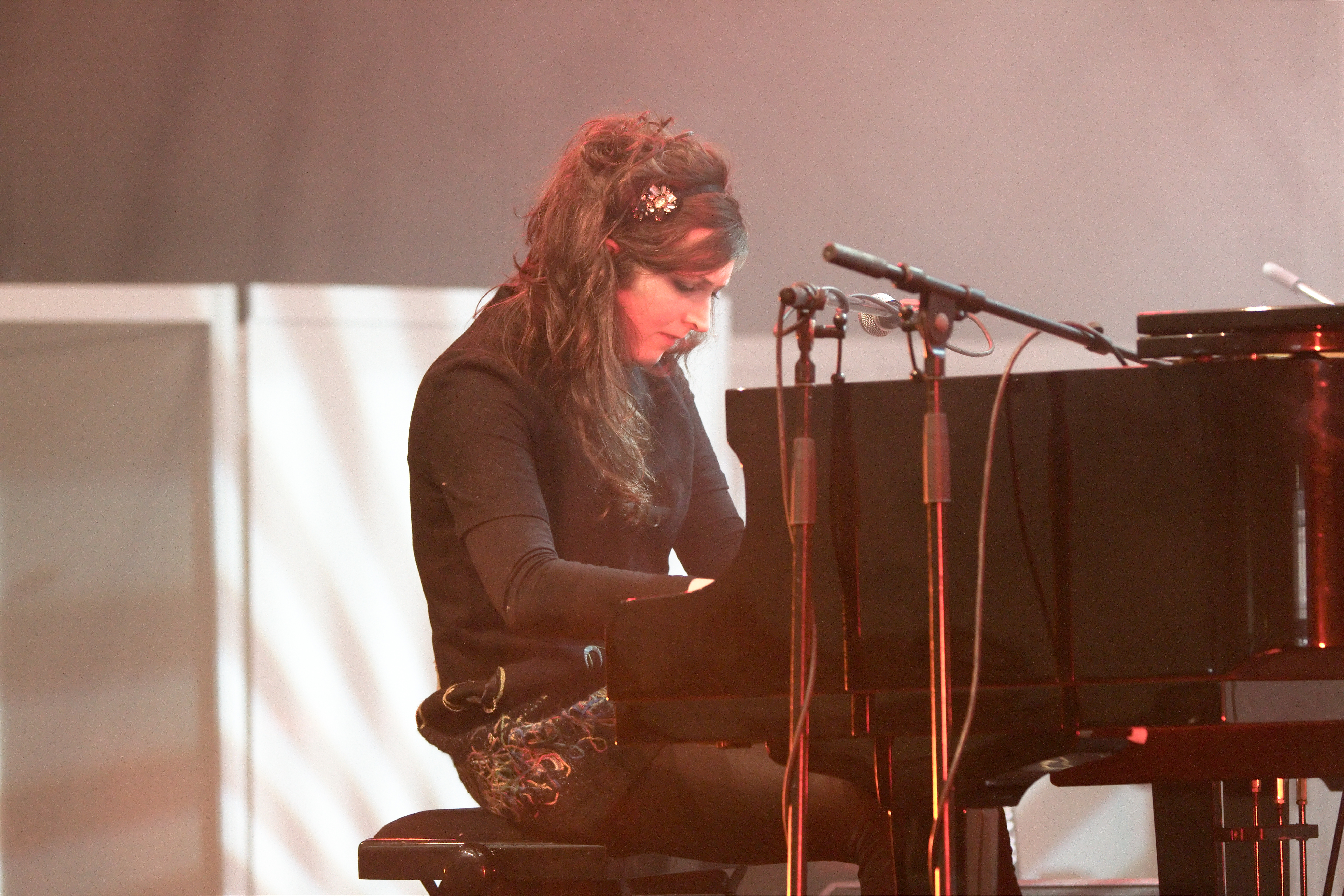
Eve Risser (2010)

Nach Ansicht von Glenn Astarita, der das Album in All About Jazz rezensierte, ist La Grande Crue ein multidirektionaler Ritt durch die Welt des Free Jazz. The Attic, bekannt für seinen intuitiven und spontanen Stil, würde Risser in seinem musikalischen Ökosystem willkommenheißen und ein dynamisches und provokantes Album kreieren, das sich über vier erweiterte Stücke erstrecke. La Grande Crue schaffe es, so unberechenbar und lebendig zu sein wie ein Jazzquartett, das sich in einem hochriskanten Spiel befinde. Dies sei nicht nur ein Album, sondern auch eine Einladung, vorgefasste Vorstellungen von der musikalischen Struktur aufzugeben und sich der reinen, zügellosen Erkundung des Klangs hinzugeben.
Amado würde völlige Freiheit fördern und die ausgedehnten, improvisierten Stücke tendierten langsam zu ihren zusammenhängenden, unmittelbaren kompositorischen Umrissen, schrieb Eyal Hareuveni in Salt Peanuts. Amado würde mit schönen, berührenden Ideen strömen und zwischen lyrischen und introspektiven Modi und gebieterischen, drängenden und gefühlvollen, stürmischen Ausbrüchen wechseln. Dieses Album – von poetischer, spiritueller Dynamik und fesselnden melodischen Themen – sei ein wahres Meisterwerk der freien Improvisation und eines der besten Alben des Jahres 2024.
Obwohl es stets eine Herausforderung ist, mit dem produktiven Schaffen Rodrigo Amados Schritt zu halten, sei dessen Attic-Trio mit einer Reihe herausragender Aufnahmen, die dazu beigetragen haben, Amados Anspruch zu untermauern, eine stets sichere Wette auf eines der besten freien Improvisatoren seiner Generation, schrieb Troy Dostert in All About Jazz. Begleitet von Onno Govaert und Gonçalo Almeida, navigiere Amado durch Musik, die sowohl belebend als auch einladend sei, mit einer Freiheit, die nie ganz ohne Verbindungen ist bis hin zu Jazz und Blues. Und La Grande Crue sei ein weiterer herausragender Eintrag im Katalog der Gruppe, diesmal zusammen mit den einzigartigen Talenten der Pianistin Eve Risser. Diese sei damit vertraut, wenn es darum geht, abstrakte Mysterien zu erforschen oder sich an erdiger Unbekümmertheit zu erfreuen, und daher eine ideale Partnerin für The Attic, dessen fantasievolle Fluidität bei diesen vier wesentlichen Improvisationen ein breites Spektrum emotionaler Register abdecke.